# Betaksolol
Betaksolol – organiczny związek chemiczny, kardioselektywny lek należący do grupy β1-blokerów pozbawiony wewnętrznej aktywności sympatykomimetycznej (ISA) i właściwości stabilizujących błonę komórkową. Dawkowany doustnie zmniejsza zapotrzebowanie serca na tlen, spowalnia akcję serca w spoczynku i w czasie wysiłku, redukuje ilość krwi tłoczonej przez serce do naczyń krwionośnych oraz obniża skurczowe i rozkurczowe ciśnienie tętnicze. Stosowany miejscowo w postaci kropli do oczu obniża ciśnienie wewnątrz gałki ocznej.

## Wskazania
- nadciśnienie tętnicze
- choroba niedokrwienna serca
- jaskra z otwartym kątem przesączania
- zwiększone ciśnienie w gałce ocznej

## Przeciwwskazania
- wolna praca serca (poniżej 50 uderzeń/min)
- zaburzenia przewodzenia w sercu
- niewydolność serca
- niskie ciśnienie tętnicze
- cukrzyca
- przerost prostaty
- astma oskrzelowa
- nadwrażliwość na lek

## Preparaty
Preparaty dopuszczone do obrotu w Polsce (stan na listopad 2024):
- Betaxolol Medreg
- Betaxolol PMCS
- Betaxomyl
- Betoptic 0,5%
- Betoptic S
- Lokren 20
- Optibetol 0,5%